# 李綸
李 綸（り りん、535年 - 574年）は、中国の西魏・北周の官人。字は毗羅。本貫は遼東郡襄平県。
李弼の子として生まれた。はじめ安寧県開国侯に封ぜられた。司門下大夫に任ぜられ、小吏部下大夫に転じた。車騎大将軍・開府儀同三司・工部・納言・司会・治計部・司宗となった。河陽郡開国公に進んだ。北斉に対する使者をつとめている。574年12月16日、私邸で死去した。使持節・洛鳳興三州諸軍事・洛鳳興三州刺史・驃騎大将軍の位を追贈された。
子の李長雅が後を嗣いで河陽郡公となり、楊堅の娘の襄国公主を妻とした。

## 伝記資料
- 『周書』巻十五 列伝第七
- 『北史』巻六十 列伝第四十八
- 周故河陽公徒何墓誌（徒何綸墓誌）